# 岡村多佳夫
岡村 多佳夫（おかむら たかお、1949年 - ）は、日本の美術評論家。元東京造形大学教授、東京造形大学附属横山記念マンズー美術館館長。国際美術評論家連盟会員。専門はスペイン美術史及び20世紀ヨーロッパ美術。

## 来歴
1949年東京生まれ。1985年早稲田大学大学院文学研究科博士課程満期修了退学。
1989年より東京造形大学助教授を経て教授。2014年退任。東京造形大学附属横山記念マンズー美術館館長を初代より歴任。

## 人物
NHKデジタルハイビジョン放送開局記念番組「世界遺産の旅 スペイン」の解説者やNHKラジオ講座講師を務め、ソフトバンク・クリエイティヴ「トレジャー・ボックス」シリーズの監修の他、「生誕100年記念　ダリ回顧展」「ミロ」展「マッタ」等をはじめとする展覧会監修を手掛ける。また若手芸術家支援に尽力し、1996年より毎年「岡村多佳夫企画展」を主催。

## 著書
- 『世界の文様5　インド・ペルシャ・イスラム』青菫社、1986
- 『バルセロナ　自由の風が吹く町』講談社現代新書、講談社、1991
- 『スペイン美術鑑賞紀行１マドリード・トレド編』美術出版社、1995
- 『スペイン美術鑑賞紀行２バルセロナ・バレンシア編』美術出版社、1996
- 『西洋美術の巨匠3　ダリ』小学館、2006
- 『ピカソ』角川書店、2008
- 『ピカソの陶芸』パイ・インターナショナル 2014

### 共著
- 『プラド美術館とイベリアの史跡』、主婦の友社、1981
- 『マジョリカ・タイル　イベリアのきらめき』INAXギャラリー 1988
- 『世界美術の旅12　スペイン物語』世界文化社 1989
- 『スペイン街道　歴史と文化の旅』中央公論社、1992
- 『バロック的　欲望する危うい視線』洋泉社、1992
- 『ポスト・フランコのスペイン文化』水声社、1998
- 「バルセロナとモデルニスモ」『ホセ・カレーラス　ベル・エポック』2007

### 翻訳
- ファン・バセゴダ・ノネル『ガウディ』美術公論社、1992
- エレナ・チェルネヴィッチ『ロシア・グラフィック・デザイン』美術出版社、1991
- ポール・テイラー『ポスト・ポップ・アート』スカイドア、1994
- ジョセップ・パラウ・イ・ファーブレ『ピカソ－キュビスム1907－1917』（共訳）平凡社、1996
- ロバート・ラドフォード『ダリ』岩波書店、2002

### 監修
- 「ミロ舞台芸術の世界展」伊勢丹美術館、アプト・インターナショナル、1996
- 「マッタ展」フジテレビジョン、1997
- 「フランシス・ピカビア展」伊勢丹美術館、1999
- 『週刊美術館』小学館、2000
- 「ミロ 翔び立つ鳥のように展」メルシャン軽井沢美術館、2005
- 『彫刻の森美術館コレクション ピカソ』彫刻の森美術館、2003
- 「フンデルトヴァッサー展」メルシャン軽井沢美術館、2006
- 「ダリ生誕100年展」上野の森美術館他、朝日新聞社・フジテレビジョン、2006
- 日本語版『モネ トレジャー・ボックス』ソフトバンク・クリエイティヴ、2008
- 日本語版『ゴッホ トレジャー・ボックス』ソフトバンク・クリエイティヴ、2008
- 『黒澤明 絵画に見るクロサワの心』角川書店、2010

## 論文
- CINII